# Halte de Pontrieux
Ne doit pas être confondu avec Gare de Pontrieux.
La halte de Pontrieux est une halte ferroviaire française de la ligne de Guingamp à Paimpol, située à proximité du centre ville de Pontrieux, dans le département des Côtes-d'Armor en région Bretagne. La gare de Pontrieux est établie près du port sur l'autre rive du Trieux.
C'est une halte de la Société nationale des chemins de fer français (SNCF), elle est desservie par des trains express régionaux de Bretagne (TER Bretagne). La halte et la ligne présentent la particularité d'être exploitée en affermage par la société des Chemins de fer et transport automobile (CFTA).

## Situation ferroviaire
La halte de Pontrieux est située au point kilométrique (PK) 525.24 sur la ligne à voie unique ligne de Guingamp à Paimpol, entre la gare de Pontrieux, dont elle est séparée par un viaduc sur le Trieux, et la gare de Brélidy - Plouëc.

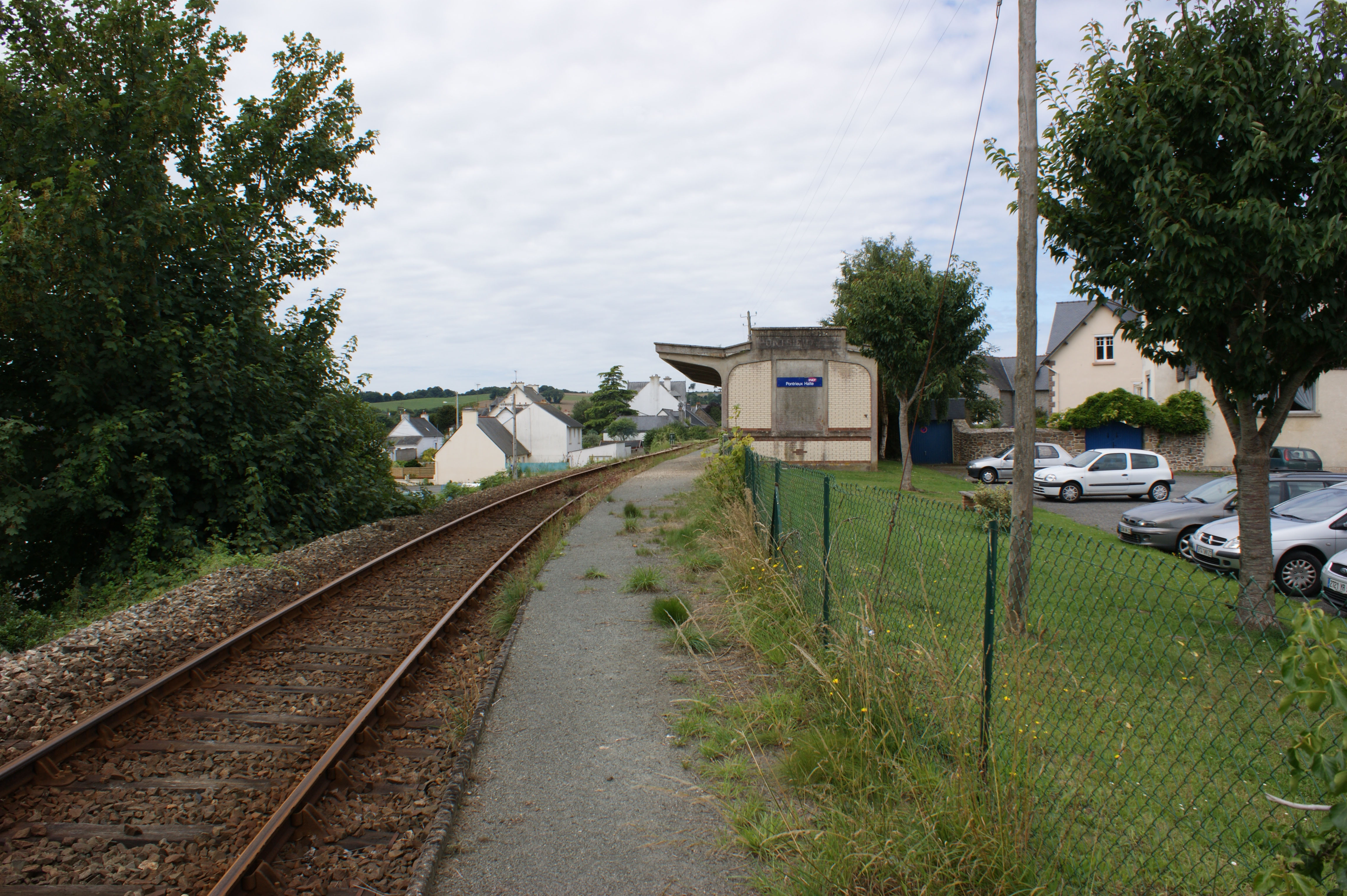
Voie unique, quai et ancien bâtiment. À droite le parking.

## Histoire
Établie à 21 m d'altitude, la halte de Pontrieux est mise en service le 10 mai 1897.

## Fréquentation
De 2015 à 2023, selon les estimations de la SNCF, la fréquentation annuelle de la gare s'élève aux nombres indiqués dans le tableau ci-dessous.
| Année     | 2015  | 2016  | 2017  | 2018  | 2019  | 2020  | 2021  | 2022  | 2023   |
| --------- | ----- | ----- | ----- | ----- | ----- | ----- | ----- | ----- | ------ |
| Voyageurs | 4 910 | 4 709 | 4 116 | 3 350 | 3 273 | 2 636 | 5 888 | 9 334 | 11 032 |

## Service des voyageurs

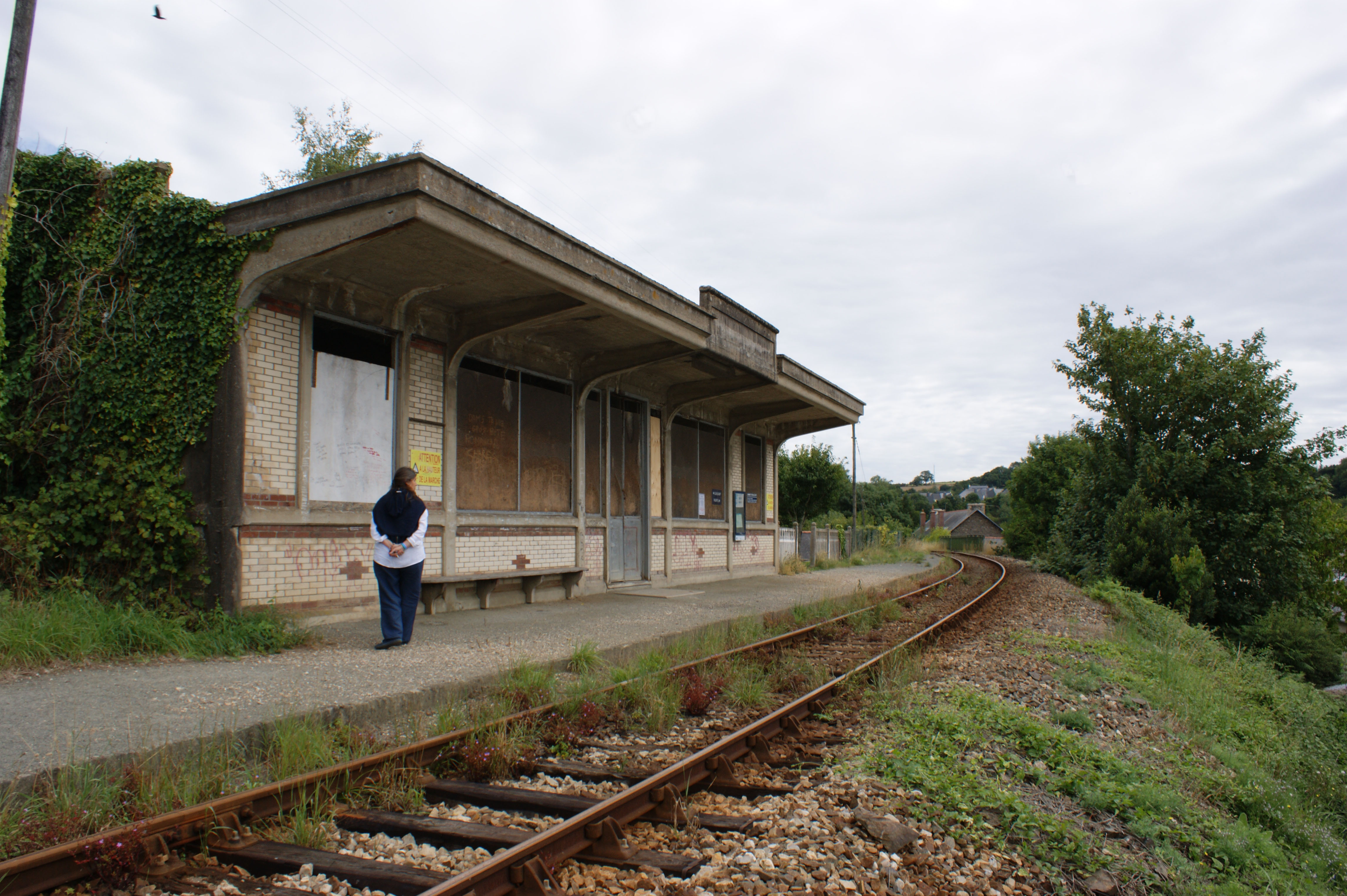
L'ancien bâtiment est fermé, son auvent sert d'abri de quai.

### Accueil
Halte SNCF, c'est un point d'arrêt non géré (PANG) à entrée libre. Elle dispose d'une voie, un quai latéral et d'un abri de quai sous l'auvent de son ancien bâtiment voyageurs fermé.

### Desserte
Pontrieux (Halte) est desservie par des trains TER Bretagne qui toute l'année effectuent des missions entre les gares de Guingamp et Paimpol. C'est un arrêt facultatif, il permet la descente et la montée à la demande, il suffit d'indiquer son intention au conducteur du TER ou de lui faire signe si on est sur le quai.

### Intermodalité
Elle est proche du centre ville et dispose d'un parking pour les véhicules.